# Кончагуита
Кончагуита (исп. Conchagüita) — вулканический остров в Сальвадоре, в заливе Фонсека. Административно относится к департаменту Ла-Уньон. Является самым восточным вулканом Сальвадора.

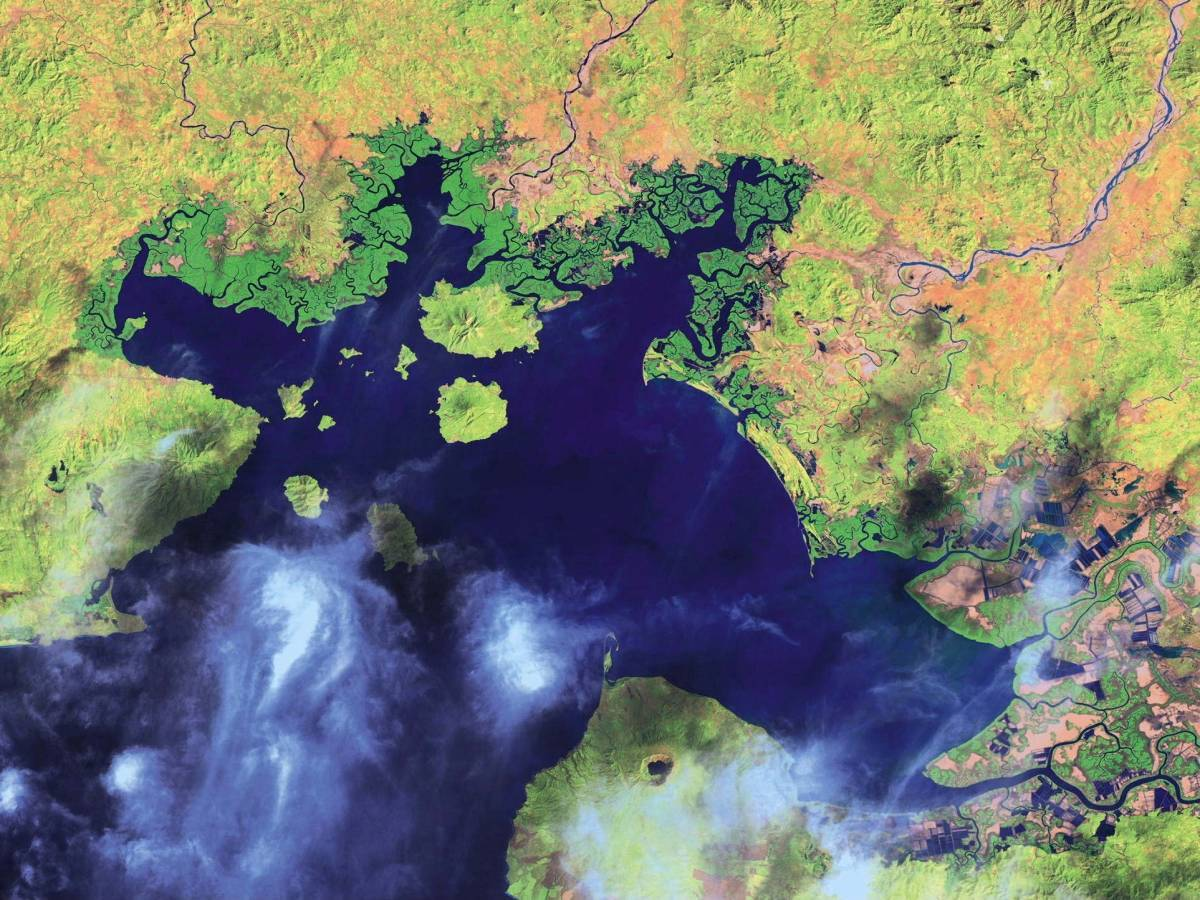
Остров Кончагуита в заливе Фонсека со спутника

Общая площадь — 8,45 км². Высота вулкана — 505 м.
Остров долгое время являлся предметом территориального спора между Гондурасом, Сальвадором и Никарагуа, пока в 1992 году международный суд не признал окончательно право за Сальвадором.